# Michail Michailowitsch Janschin
Michail Michailowitsch Janschin (russisch Михаил Михайлович Яншин; * 20.jul. / 2. November 1902greg. in Juchnow, Gouvernement Smolensk, Russisches Kaiserreich; † 16. Juli 1976 in Moskau, RSFSR) war ein sowjetischer Theater- und Film-Schauspieler und -Regisseur sowie Synchronsprecher.

## Leben und Leistungen
Der als Sohn eines Bankangestellten in Westrussland geborene Janschin besuchte von 1909 bis 1916 die Realschule, danach drei Jahre eine Technikschule in Moskau und wechselte 1919 an die Staatliche Technische Universität Moskau. Im selben Jahr trat er der Roten Armee bei.
Janschin hatte sich bereits in jungen Jahren für Kunst und insbesondere das Theater fasziniert und ließ sich ab 1922 am Moskauer Akademischen Staatstheater zum Schauspieler ausbilden. Er blieb diesem Haus als Darsteller bis zu seinem Tod treu. Zwischen 1937 und 1941 war er ferner am Romen-Theater Moskau und von 1950 bis 1963 beim Stanislawski-Theater aktiv, wo er mit Oleg Jefremow zusammen arbeitete. Von 1934 bis 1937 war Janschin außerdem künstlerischer Leiter des Moskauer Theaters der Holzindustrie.
1928 feierte Janschin in der Rolle eines Telegrafisten in Каторга (Katorga) sein Filmdebüt. Er gab im Laufe der Jahre historische Rollen wie Pawel I. in Поручик Киже (Porutschik Kische, 1934) und Pjotr Wjasemski in Glinka, spielte in Literaturadaptionen wie Was ihr wollt als Toby Belch, im Operettenfilm Вольный ветер (Wolny weter, 1961) oder in Приемщик катастроф (Prijemschtschik katastrof, 1941), dem dritten Teil der Kriegsfilmreihe Боевой киносборник №7 (Bojewoi kinosbornik №7). Janschins wenige Hauptrollen vor der Kamera beschränkten sich fast ausschließlich auf Theaterfilme, z. B. Школа злословия (Schkola eloslowija, 1952) nach The School for Scandal. Seine Filmografie umfasst 74 Werke, darunter auch 24 Animationsfilme, in denen er als Sprecher zu hören war. Für Die Nacht vor Weihnachten, in der er den Kosak Tschub synchronisierte, schrieb er ferner das Drehbuch. In Alexander Rous Märchenfilm Abenteuer im Zauberwald sprach er das von Galina Borisowa dargestellte Waldmännchen.
Janschin starb 73-jährig und wurde auf dem Nowodewitschi-Friedhof, Abschnitt 7, beigesetzt.

## Ehrungen
Janschin wurde mit den Titeln Verdienter Künstler der RSFSR (27. Oktober 1933), Verdienter Künstler der UdSSR (5. November 1947) und Volkskünstler der UdSSR (17. Mai 1955) geehrt. Er war ferner Träger des Ordens Zeichen der Ehre (1937), der Medaille „Sieg über Deutschland“ (1946), des Leninordens (1948 und 1972), des Staatspreises der RSFSR (1970) und des Ordens des Roten Banners der Arbeit (1971). Ein Jahr vor seinem Tod wurde er mit dem Staatspreis der UdSSR ausgezeichnet.

## Privates
Janschin war dreimal verheiratet, seine Ehefrauen waren ebenfalls Schauspielerinnen. Die erste Ehe ging er im November 1926 mit Veronika Polonskaja ein, die damals die Schauspielschule des Moskauer Akademischen Staatstheaters besuchte. Beide trennten sich 1933, woraufhin er im darauffolgenden Jahr Ljalja Tschjornaja (alias Nadeshda Kiseljowa) heiratete, eine Darstellerin am Romen-Theater. Sie ließen sich 1942 scheiden, Tschjornaja heiratete später Nikolai Chmeljow. 1955 ging Janschin mit seiner Kollegin am Stanislawski-Theater, Nonna Meier, die Ehe ein.

## Theater (Auswahl)

### Stanislawski-Theater
- 1953: Mädchen ohne Mitgift
- 1954: Die Tage der Turbins
- 1954: Die Möwe

### Moskauer Akademisches Staatstheater
- 1957: Das Adelsnest nach Iwan Turgenew

## Filmografie (Auswahl)
- 1928: Zuchthaus (Katorga)
- 1933: Randbezirk (Okraina)
- 1936: Häftlinge (Sakljutschonnyje)
- 1936: Das letzte Zigeunerlager (Posledni tabor)
- 1944: Die Hochzeit (Swadba)
- 1946: Glinka (Glinka)
- 1946: Die steinerne Blume (Kamenny zwetok)
- 1951: Das unvergeßliche Jahr 1919 (Nesabywajemy 1919 god)
- 1951: Die Nacht vor Weihnachten (Notsch pered roschdestwom) (Drehbuch, Synchronsprecher)
- 1955: Was ihr wollt (Dwenadzataja notsch)
- 1959: Vorabend (Nakanune)
- 1964: Abenteuer im Zauberwald (Morosko) (Synchronsprecher)

## Publikationen
- Michail Janschin: Unvergessliche Begegnungen. In Sowjetliteratur 4/1953, Verlag „Der Sowjetschriftsteller“, Moskau